# وحید شیخ‌زاده
وحید شیخ‌زاده (متولد ۲۵ بهمن ۱۳۶۱ تهران) بازیگر سینما، تلویزیون و تئاتر، کارگردان و مجری اهل ایران است.

آغاز کار وی در سینما از سال ۱۳۷۱ در دوران کودکی با فیلم «آبادانی‌ها» به کارگردانی «کیانوش عیاری» بود. او به عنوان مجری در برنامه‌های مختلف تلویزیونی حضور داشته‌است. برادر وی سعید شیخ‌زاده نیز بازیگر می‌باشد.

## فیلم‌شناسی

### سینمایی
| ردیف | نام              | کارگردان                | سال  | نقش        |
| ---- | ---------------- | ----------------------- | ---- | ---------- |
| ۱    | آبادانی‌ها        | کیانوش عیاری            | ۱۳۷۱ | برادر برنا |
| ۲    | پادزهر           | بهرام کاظمی             | ۱۳۷۲ | سعید       |
| ۳    | آرایش مرگ        | افشین شرکت              | ۱۳۷۳ |            |
| ۴    | حامی             | قدرت‌الله صلح‌میرزایی     | ۱۳۷۳ | رضا        |
| ۵    | بی‌قرار           | مجید قاری زاده          | ۱۳۷۳ | رضا        |
| ۶    | مرد کوچک         | قدرت‌الله صلح‌میرزایی     | ۱۳۷۳ |            |
| ۷    | شاخ گاو          | کیانوش عیاری            | ۱۳۷۴ | کاپیتان    |
| ۸    | کتیبه            | حسین قاسمی جامی         | ۱۳۹۶ |            |
| ۹    | آرینا            | احمد تجری               | ۱۳۹۶ | مهراد      |
| ۱۰   | نهنگ‌ها           | غلامرضا جعفری           | ۱۳۹۹ | علی        |
| ۱۱   | رقص کلاغ‌ها       | کریم رجبی               | ۱۳۹۹ |            |
| ۱۲   | کفشدوزک          | یزدان فتوحی             | ۱۴۰۰ |            |
| ۱۳   | عشق و فلسفه      | سید احسان حسینی خواه    | ۱۴۰۰ | ماهان      |
| ۱۴   | بوف کور          | علی مشهدی               | ۱۴۰۰ |            |
| ۱۵   | گوشواره‌های گیلاس | وحید شیخ‌زاده            | ۱۴۰۰ |            |
| ۱۶   | تلخ و شیرین      | محمد پرورده، جواد جلالی | ۱۴۰۳ |            |

### مجموعه تلویزیونی
| ردیف | نام                                             | کارگردان                 | سال  | شبکه پخش   | نقش         |
| ---- | ----------------------------------------------- | ------------------------ | ---- | ---------- | ----------- |
| ۱    | جاده                                            | فریدون فرهودی            | ۱۳۷۲ | شبکه۲      | صادق        |
| ۲    | خورشید شب                                       | فریبرز صالح و سیروس مقدم | ۱۳۷۳ | شبکه۲      | برهان       |
| ۳    | لحظه‌های آشنا                                    | مجتبی یاسینی             | ۱۳۷۴ | شبکه۲      | وحید        |
| ۴    | خانه ما                                         | مجتبی یاسینی             | ۱۳۷۶ | شبکه۲      | هاشم        |
| ۵    | دوست                                            | عبدالرضا اکبری           | ۱۳۷۷ | شبکه ۱     |             |
| ۶    | بازی پنهان                                      | شاپور قریب               | ۱۳۷۹ | شبکه تهران |             |
| ۷    | دفترخانه شماره ۱۳                               | سید وحید حسینی           | ۱۳۸۸ | شبکه۱      |             |
| ۸    | شاید برای شما هم اتفاق بیفتد (اپیزود بازگشت)    | احمد معظمی               | ۱۳۸۸ | شبکه ۳     | مسعود       |
| ۹    | قهوه خانه بهشت                                  | محمدتقی انصاری           | ۱۳۸۹ | شبکه قرآن  | اشکان       |
| ۱۰   | سپید مثل ستاره                                  | جواد روستایی             | ۱۳۸۹ | شبکه قم    | حسام        |
| ۱۱   | شاید برای شما هم اتفاق بیفتد (اپیزود کلاف محبت) | محمود معظمی              | ۱۳۹۰ | شبکه ۳     | مهرداد      |
| ۱۲   | مثل شیشه                                        | جواد مزدآبادی            | ۱۳۹۰ | شبکه ۱     | آرمان       |
| ۱۳   | تقدیر                                           | عبدالرضا فیروزان         | ۱۳۹۲ | شبکه ۳     |             |
| ۱۴   | در بند اروند                                    | سیامک صرافت              | ۱۳۹۲ | شبکه ۳     | ابوذر       |
| ۱۵   | آینه درون                                       | هادی رمضان‌پور            | ۱۳۹۲ |            | کامران      |
| ۱۶   | نیلی‌تر از مهتاب                                 | سید محسن یوسفی           | ۱۳۹۳ | شبکه ۳     | حامد        |
| ۱۷   | کمی قابل تامل                                   | فرهاد ناصح               | ۱۳۹۳ |            |             |
| ۱۸   | شاید برای شما هم اتفاق بیفتد (اپیزود شوخی)      | احمد معظمی               | ۱۳۹۳ | شبکه ۳     | مهدی        |
| ۱۹   | چارسو                                           | امین امانی               | ۱۳۹۴ |            |             |
| ۲۰   | پرستاران                                        | علیرضا افخمی             | ۱۳۹۴ | شبکه ۱     | حسین        |
| ۲۱   | دیدار به وقت اضافه                              | کامیار شاه نظری          | ۱۳۹۵ |            |             |
| ۲۲   | دیوار شیشه‌ای                                    | راما قویدل               | ۱۳۹۶ | شبکه ۱     | علیرضا      |
| ۲۳   | راه و بیراه                                     | داود بیدل                | ۱۳۹۷ | شبکه ۱     | کامران      |
| ۲۴   | دنیای گمشده                                     | امین امانی               | ۱۳۹۷ | شبکه۲      |             |
| ۲۵   | اکسیر                                           | عبدالرضا صادقی           | ۱۳۹۸ | شبکه شما   | پارسا       |
| ۲۶   | وارش                                            | احمد کاوری               | ۱۳۹۸ | شبکه ۳     | هادی        |
| ۲۷   | وجدان درد                                       | مجید پرکار               | ۱۳۹۹ | شبکه سلامت | رامین       |
| ۲۸   | گاندو ۲                                         | جواد افشار               | ۱۳۹۹ | شبکه ۳     | فرزاد جوشنی |
| ۲۹   | راز یک پرونده                                   | شهرام قدیری              | ۱۳۹۹ | شبکه ۱     | امین        |
| ۳۰   | کت فرمانده                                      | شاهرخ قیصری              | ۱۳۹۹ |            | سعید        |
| ۳۱   | چسب زخم                                         | حامد تهرانی              | ۱۴۰۰ | شبکه تهران | ناصر        |
| ۳۲   | غیرقابل قبول                                    | محمدرضا عمادین           | ۱۴۰۰ |            |             |
| ۳۳   | بارانداز                                        | علی یاور                 | ۱۴۰۲ |            |             |
| ۳۴   | ناریا                                           | جواد افشار               | ۱۴۰۲ | شبکه ۱     | رضا هاشمی   |

### نمایش خانگی
| ردیف | نام          | کارگردان      | سال  | نقش    |
| ---- | ------------ | ------------- | ---- | ------ |
| ۱    | خانه به خانه | سعید عباسی    | ۱۳۸۹ |        |
| ۲    | سرنوشت       | سعید عباسی    | ۱۳۹۰ |        |
| ۳    | پنجشنبه شب   | وحید بیطرفان  | ۱۳۹۰ | وحید   |
| ۴    | شرط آخر      | محمد آهنگرانی | ۱۳۹۲ | نادر   |
| ۵    | رونوشت       | حسن حج‌گزار    | ۱۳۹۳ | قیاس   |
| ۶    | آخر خط       | مجتبی توانا   | ۱۳۹۳ | مجید   |
| ۷    | عشق خاموش    | ندا غفاری     | ۱۳۹۴ | کیانوش |
| ۸    | حس خوب زندگی | فرناز امینی   | ۱۳۹۵ | شاهرخ  |

### مجموعه نمایش خانگی
| ردیف | نام            | کارگردان   | سال  | نقش  |
| ---- | -------------- | ---------- | ---- | ---- |
| ۱    | آسپرین         | فرهاد نجفی | ۱۳۹۵ | ایوب |
| ۲    | به من دروغ بگو | احمد تجری  | ۱۴۰۰ |      |
| ۳    | قصه هزار افسون | سعید عباسی | ۱۴۰۰ |      |

### تله فیلم
| ردیف | نام                  | کارگردان         | سال  | نقش        |
| ---- | -------------------- | ---------------- | ---- | ---------- |
| ۱    | چشم خدا              | احسان صادقی حمزه | ۱۳۸۹ | سیامک      |
| ۲    | بیا می‌بخشیم          | جواد مزدآبادی    | ۱۳۸۹ | ابوالفضل   |
| ۳    | روشنی صبحدم          | جواد مزدآبادی    | ۱۳۸۹ |            |
| ۴    | با چشمان بسته ببین   | جواد مزدآبادی    | ۱۳۹۰ | عزت        |
| ۵    | چگونه رفتن           | احسان صادقی حمزه | ۱۳۹۰ | ساسان      |
| ۶    | ستاره‌های دنباله‌دار   | حسین قاسمی جامی  | ۱۳۹۱ | علی        |
| ۷    | مثل دریا             | جواد مزدآبادی    | ۱۳۹۱ | ابراهیم    |
| ۸    | آخرین اخطار          | پوریا جاویدپور   | ۱۳۹۱ | رضا تهرانی |
| ۹    | لباسی برای خدمت      | هادی شریعت       | ۱۳۹۱ | منصور      |
| ۱۰   | ابابیل               | جواد مزدآبادی    | ۱۳۹۱ | احسان      |
| ۱۱   | شاعر و برادرش        | عباس مرادیان     | ۱۳۹۱ | مجید       |
| ۱۲   | سرزمین بارانی        | جواد مزدآبادی    | ۱۳۹۲ | نیما       |
| ۱۳   | آقای عبدی نسب و بانو | حمید اکرمی       | ۱۳۹۲ | الیاس      |
| ۱۴   | شب کنکوری            | محمد راوندی      | ۱۳۹۲ |            |
| ۱۵   | یک ماه و ده روز      | مجتبی یاسینی     | ۱۳۹۳ | بهداد      |
| ۱۶   | راز کوچه بن‌بست       | امیرحسین ندایی   | ۱۳۹۳ | جهانگیر    |
| ۱۷   | چند دقیقه دیرتر      | احمد تجری        | ۱۳۹۳ |            |
| ۱۸   | چشم به راه           | جواد مزدآبادی    | ۱۳۹۳ |            |
| ۱۹   | رویای پروانه         | مجید صدیقی       | ۱۳۹۶ | رسول       |
| ۲۰   | مرگ قاصدک            | امید خیرخواه     | ۱۴۰۰ | ماهان      |

### فیلم کوتاه
| ردیف | نام                | کارگردان             | سال  |
| ---- | ------------------ | -------------------- | ---- |
| ۱    | درباره علی         | سید محمدحسین سیاهپوش | ۱۳۹۰ |
| ۲    | غره                | ایمان نوری‌زاده       | ۱۴۰۰ |
| ۳    | خیلی زود دیر می‌شود | هادی دهقانی          | ۱۴۰۰ |
| ۴    | درد سرساز          | امین ظهراب بیگی      | ۱۴۰۱ |
| ۵    | آخرین مستی         | پوریا میرزایی        | ۱۴۰۴ |

## تئاتر و نمایشنامه‌خوانی
- بینوایان (بهروز غریب‌پور، ۱۳۷۶)
- تب (حمید شریف‌زاده، ۱۳۹۱)
- کافه‌های همین حوالی (پیروز کرمی، ۱۳۹۳)
- من آنجا نیستم (پیروز کرمی، ۱۳۹۴)
- یک کمی خوشی (پیروز کرمی، ۱۳۹۵)
- کابوس تلخ آدم (حامد غنی، ۱۳۹۶)
- سمفونی درون بطری (احمد داوودی، ۱۳۹۸)

## اجرا در تلویزیون
- مستند حکایت دریا
- خانواده امید (روح‌الله بیگی، ۱۳۹۶)
- راز دیار برفی (فرزاد زمانی، ۱۳۹۷)
- چتر نجات (۱۳۹۸)
- برنامه کنکوری باکلاس (۱۳۹۸)
- فانوس (۱۴۰۰)

## کارگردانی
- فیلم کوتاه کمی آنطرف تر (۱۳۹۷)
- فیلم کوتاه نفس (۱۳۹۷)
- فیلم کوتاه آزادی (۱۳۹۸)
- فیلم سینمایی گوشواره‌های گیلاس (۱۴۰۰)

## نویسندگی
- فیلم کوتاه رقص روی بادکنک‌ها (۱۳۹۹)[۷]